# Junior Wells

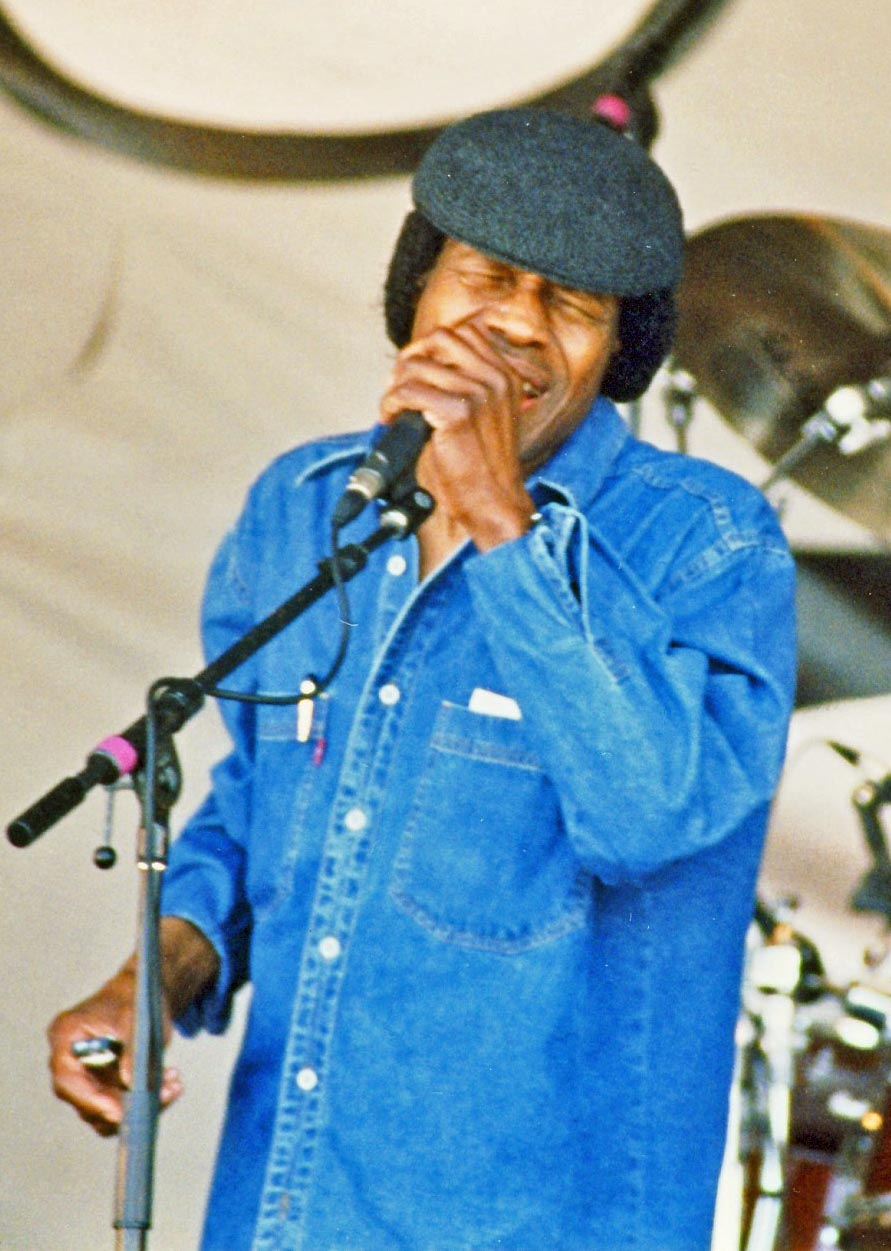
Junior Wells, New Orleans Jazz & Heritage Festival, 1996

Junior Wells (* 9. Dezember 1934 in Memphis, Tennessee, USA; † 15. Januar 1998 in Chicago, Illinois), eigentlich Amos Blackmore, war ein US-amerikanischer Blues-Musiker. Sein Instrument war die Mundharmonika. Er spielte mit Muddy Waters, Buddy Guy, Magic Sam, Lonnie Brooks und den Rolling Stones.

## Biografie
Geboren in Memphis, wuchs Wells in Arkansas auf. Bereits im Alter von sieben Jahren spielte er Mundharmonika, was ihm von seinem Cousin Junior Parker und Sonny Boy Williamson beigebracht wurde. 1948 ging er nach Chicago. Mit 18 Jahren spielte er in der Band von Muddy Waters, mit der er auch seine ersten Plattenaufnahmen machte. In den 1960ern arbeitete er vor allem mit Buddy Guy.
Die bekanntesten Songs von Junior Wells sind Messin’ With the Kid und Little By Little, sein bekanntestes Album ist Hoodoo Man Blues von 1965.
Einen Auftritt hatte er im Film Blues Brothers 2000, der kurz nach seinem Tod in die Kinos kam. Junior Wells starb 1998 an einem Herzinfarkt, während er sich in Krebsbehandlung befand. Er wurde auf dem Oak Woods Cemetery in Chicago beigesetzt. Bei seinem Begräbnis spielten Billy Branch, Sugar Blue und Harmonica Hinds einen Trauermarsch.

## Diskografie

### Alben
- 1965: Hoodoo Man Blues – Downbeat Magazine R&B album of the year,[2] Blues Hall of Fame (1984), Grammy Hall of Fame (2008)
- 1966: It’s My Life, Baby! – Das Album wurde 2003 in die Blues Hall of Fame aufgenommen.
- 1968: You’re Tuff Enough
- 1968: Coming at You
- 1969: Live at the Golden Bear
- 1970: South Side Blues Jam
- 1972: In My Younger Days
- 1972: Buddy Guy & Junior Wells Play the Blues
- 1975: On Tap
- 1977: Blues Hit Big Town - Blues Hall of Fame (1999)
- 1979: Pleading the Blues
- 1982: Drinkin’ TNT ’n’ Smokin’ Dynamite
- 1990: Harp Attack!
- 1991: Alone & Acoustic Buddy Guy & Junior Wells
- 1992: Undisputed Godfather of the Blues
- 1993: Better Off with the Blues
- 1993: Pleading the Blues Buddy Guy & Junior Wells
- 1995: Everybody’s Gettin’ Some
- 1997: Come on in This House – Blues Music Award „Best traditional blues album“ und Prix Big Bill Broonzy
- 1997: Live at Buddy Guy’s Legends
- 1998: You’re Tuff Enough: The Blue Rock Studio Recordings
- 1998: Best of the Vanguard Years
- 1998: Blues Hit Big Town
- 1998: Live at the Golden Bear
- 1999: Last Time Around: Live at Legends
- 1999: Junior Wells & Friends
- 2000: Calling All Blues
- 2001: Les Incontournables
- 2001: Double Dynamite
- 2002: Live Around the World
- 2002: Blues Twinpeak Buddy Guy & Junior Wells
- 2002: The Original Blues Brothers Live Buddy Guy & Junior Wells
- 2003: Chicago Blues Festival 1964 Buddy Guy & Junior Wells
- 2006: Live at Theresa’s 1975 – Living Blues Award 2007
- 2008: Great Blues Masters, Vol. 10 Junior Wells

### Videoalben
- 2004: Junior Wells – Don’t Start Me Talkin: The Junior Wells Story
- 2006: Junior Wells – Junior Wells And Guests
- 2007: Junior Wells – Blues Legends
- 2007: American Folk-Blues Festivals 1963–1966: The British Tours
- 2009: Junior Wells Teaches Blues Harmonica

## Gastauftritte
- Blues Brothers 2000
- T-Bone Blues T-Bone Walker
- Mother Earth Memphis Slim
- Old Times, New Times Memphis Slim
- South Side Reunion Memphis Slim
- Bonnie Raitt Bonnie Raitt
- Mr. Dixon’s Workshop Willie Dixon
- Blues Guitar: The Chief and Age Sessions 1959–1963 Earl Hooker
- American Folk Blues Festival 1962–1966
- Songs of the Rolling Stones: All Blues’d Up (This Ain’t No Tribute Series)

Zu diesen Gastauftritten kommen noch viele Beiträge zu Bluessamplern und die gemeinsamen Arbeiten mit Buddy Guy.